# مونتانيولا (برشلونة)
بلدية مونتانْيُولا (بالكاتالانية: Muntanyola) هي إحدى بلديات مقاطعة برشلونة، والتي تقع في منطقة كاتالونيا، شرق إسبانيا.
يبلغ عدد سكانها 513 نسمة وفقاً لإحصائية سنة (2007).